# تازه آباد (مقاطعة تشالوس)
تازه آباد (بالفارسية: تازه‌آباد) هي قرية تقع في قسم كلارستاق الشرقي الريفي (مقاطعة تشالوس) في إيران. يقدر عدد سكانها بـ 1,042 نسمة.